# Gabriel Trejo y Paniagua
Gabriel Trejo y Paniagua OFS (ur. w 1577 w Casas de Millán, zm. 2 lutego 1630 w Maladze) – hiszpański kardynał.

## Życiorys
Urodził się w 1577 roku w Casas de Millán, jako syn Antonia de Trejo de Monroya i Francisci de Sande y Paniaguy. Studiował na Uniwersytecie w Salamance, gdzie uzyskał doktorat utroque iure. Po studiach został wykładowcą prawa cywilnego, a z czasem objął funkcję prokuratora. Po pewnym czasie został tercjarzem franciszkańskim i archidiakonem w Talaverze de la Reina i Calatravie. 2 grudnia 1615 roku został kreowany kardynałem prezbiterem i otrzymał kościół tytularny San Pancrazio. 9 czerwca 1625 roku został wybrany arcybiskupem Salerno i w tym samym roku przyjął sakrę. Dwa lata później został przeniesiony do archidiecezji Malaga, zachowując tytuł arcybiskupa Salerno. Zmarł 2 lutego 1630 roku w Maladze.